# Адела Деметя
Адела Деметя (нар. 1984, Тирана) — албанська кураторка мистецтва.
Адела Деметя — кураторка, менеджерка культури, продюсерка і керівниця установи з Тирани, яка працює в Південно-Східній та Західній Європі. Протягом 17 років вона ініціює та організовує культурні проєкти, спрямовані на сприяння регіональній співпраці в секторі мистецтва і культури в Південно-Східній Європі. Як незалежна кураторка і менеджерка культури, через виставки, культурні заходи та статті вона постійно підтримує мистців і мистецтво з регіону Південно-Східної Європи, в Європі та Сполучених Штатах.

## Освіта
Деметя закінчила магістратуру з кураторських і критичних досліджень у Штедельшуле та Франкфуртському університеті імені Ґете у Франкфурті-на-Майні, Німеччина.
Деметя також отримала освіту як художниця і вивчала образотворче мистецтво в Академії мистецтв у Тирані в 2006 році та в Університеті мистецтв і дизайну в Карлсруе.

## Кар'єра
Як незалежна кураторка, Деметя курувала численні міжнародні виставки та співпрацювала, серед інших, з такими установами, як Національна галерея мистецтв Тирани, Національна галерея мистецтв Косова, Театр Максима Горького в Берліні, Інститут сучасного мистецтва Портленду США, Проект Бієнале D-0 Ark Underground Коніц, Action Field Kodra у Салоніках, Lothringer 13 Kunsthalle в Мюнхені, Вілла Романа у Флоренції, Haus am Lützowplatz у Берліні. Вона курувала Албанський павільйон на 59-й Венеційській бієнале, де була представлена Лумтурі Бллошмі. Вона є засновницею та директоркою програми «Кураторство з турботою» — альтернативної освітньої програми у кураторстві в Тирані. Деметя живе та працює між Тираною та Франкфуртом-на-Майні.
Як одна із засновниць Tirana Art Lab — Центру сучасного мистецтва, Адела Деметя курувала різні виставки сучасного мистецтва в різних місцях у Тирані. TAL прагне підтримувати молодих і відомих мистців та сучасне мистецтво з Албанії, а також з Центральної, Східної та Південно-Східної Європи. Центр орієнтований на процес і дослідження. Через резиденції, виставки, воркшопи, перформанси, лекції, дискусії, а також дослідження та публікації TAL створив простір для критичних і рефлексивних думок. Центр підтримує нові роботи національних та міжнародних мистців і проєкти, критично спрямовані на мистецькі, культурні та соціальні питання перехідних і сучасних суспільств. З 2014 по 2018 рік TAL працював у незалежному багатофункціональному просторі в центрі Тирани. З 2018 року TAL зосереджує увагу на проєктах, що базуються на дослідженнях та архівуванні, в контексті мистецтва у публічному просторі (Тиранський плаваючий архів і Тиранські плаваючі тури) та підкреслює практики жінок-митців (Вторинний архів). У 2023 році TAL запустив «Кураторство з турботою» — першу альтернативну освітню програму у кураторстві за співпраці з Італійським інститутом культури у Тирані.
4 вересня 2024 року Деметя взяла участь у залякуванні та фізичному нападі на журналіста та куратора Вінсент В. Дж. ван Герверн Оєй художником Дріант Зенелі. Подія широко висвітлювалася в албанських ЗМІ та засуджена міжнародними організаціями, що займаються свободою ЗМІ.

### Діяльність
- 2007–2008 — Як стипендіатка Фонду Роберта Боша, Деметя працювала кураторкою в Лотрінгер 13 — Städtische Kunsthalle у Мюнхені. Вона курувала низку міжнародних виставок та заходів у різних європейських країнах.[6]

### Виставки
Тематику деяких виставок, які вона курувала, наведено нижче:
- 2023—2024 — Термінал для Тирани, публічний арт-проєкт Кароліни Халатек в Тирані, Албанія.[7]
- 2022 — Лумтур